# Донецький прикордонний загін
1-й Донецький прикордонний загін (Донецький прикз, Бригада Гвардії наступу "Гарт", вчс 9937) — територіальний орган охорони ділянки україно-російського кордону в межах Донецької області та узбережжя Азовського моря. Підпорядкований Донецько-Луганському регіональному управлінню Державної прикордонної служби України. Загальна протяжність ділянки відповідальності складає 193 км. З них: по лінії зіткнення — 105 км, сухопутна ділянка — 64 км, річкова ділянка — 41 км, по береговій смузі — 88 км, по морю — 81,6 км.
Під час війни Донецький прикордонний загін виконує службово-бойові завдання вздовж лінії зіткнення у межах Донецької області.

## Історія частини
Сформована в 1993 році на базі ОКПП «Маріуполь» як Донецький загін прикордонного контролю. Реорганізована в Донецький прикордонний загін у 2000 році.
До початку збройної агресії Російської Федерації проти України, до загону входили:
- управління (м. Маріуполь)
- відділ прикордонної служби (тип Б) «Маріуполь»
- відділ прикордонної служби (тип Б) «Новоазовськ»
- відділ прикордонної служби (тип Б) «Амвросіївка»
- відділ прикордонної служби (тип Б) «Дмитрівка»
- відділ прикордонної служби (тип А) «Донецьк»
- відділ прикордонної служби (тип А) «Іловайськ»
- дивізіон катерів морської охорони
- мобільна прикордонна застава
- п'ять прикордонних постів
- два інспекторських пости
- підрозділи забезпечення

На загін покладались завдання з охорони державного кордону загальною протяжністю 310,5 кілометра, з них суходолом — 178,5 кілометра, узбережжям Азовського моря — 132 кілометри.
27 липня 2022 року 1 прикордонний загін Державної прикордонної служби України указом Президента України Володимира Зеленського відзначений почесною відзнакою «За мужність та відвагу».

## Структура
Станом на 2016—2019 роки:
- управління
- відділ прикордонної служби «Ялта»
- відділ прикордонної служби «Маріуполь»
- окрема бойова прикордонна комендатура (обпк) «Сартана»
- окрема бойова прикордонна комендатура (обпк) «Волноваха»
- мобільна прикордонна застава «Маріуполь»
- окрема зенітна артилерійська прикордонна застава
- підрозділи забезпечення

## Командири
- полковник Мачехін М. Е. (до 1992 р.)
- полковник Курдін М. Ф. (1992 — 1998 рр.)
- полковник Сабадаш А. А. (1998 — 2002 рр.)
- підполковник Данилко І. А. (2002 — 2005 рр.)
- полковник Луцький О. Л. (2005 — 2006 рр.)
- полковник Васянкін І. Ю. (2006 — 2008 рр.)[3]
- полковник Шаблій М. І. (2008 — 2010 рр.)
- полковник Пургін Д. В. (2010 — 2012 рр.)[4]
- полковник Лисюк Ю. О. (2012 — 201? рр.)[5]
- полковник Чорнопіщук І. М. (2015 — 2018 рр.)
- полковник Коцюрба А. О. (2018 — 201? рр.)

## Символіка
Нарукавна емблема бригади «Гарт» містить традиційний символ прикордонників — восьмипроменеву (восьмикутну) зірку зеленого кольору, яку в українській культурі називають Зіркою Матері. Вона є одним із найпопулярніших геометричних мотивів в українській вишивці.
З давніх-давен, коли жінки проводжали своїх чоловіків на битви, вони дарували їм вишиванки, які мали слугувати для воїнів оберегом та рушійною силою, надавати енергії. Обов'язковим елементом таких вишиванок була саме восьмикутна зірка.
На тлі зірки розміщено скерований вістрям догори стилізований меч, який символізує готовність до бою. Бригада «Гарт» була загартована в найжорстокіших битвах російсько-української війни, тож меч, який є одним з елементів нарукавного знаку бригади, і який так само був загартований в цих битвах, символізує звитяжні подвиги її бійців.
Девіз бригади «Гарт» — «Першим зустрічає!» Це гасло пасує прикордонникам якнайкраще, адже саме вони в усі часи першими зустрічали ворога, стримували його напад і ставали на заваді загарбницьких планів.

## Втрати особого складу під час бойових дій
| Дата       | звання            | ПІБ                                   | Обставини загибелі |
| ---------- | ----------------- | ------------------------------------- | --- |
| 02.07.2014 | молодший сержант  | Пресняков Володимир Миколайович       | під час обстрілу з мінометів пункту пропуску Новоазовськ. |
| 02.07.2014 | старший прапорщик | Семеновський Олег Миколайович         | помер у лікарні від поранень, отриманих у ніч на 2 липня під час обстрілу терористами пункту пропуску Новоазовськ.                                                 |
| 05.07.2014 | старший прапорщик | Ковальов Олександр Володимирович      | під час обстрілу бойовиками з мінометів та стрілецької зброї пункту технічного спостереження на узбережжі Азовського моря в районі смт. Сєдове Донецької області.  |
| 09.07.2014 | старший солдат    | Циганков Олексій Вікторович           | отримав важкі поранення під час мінометного обстрілу прикордонного блокпоста в смт. Сєдове, лікарям довелось ампутувати праву ногу, помер в Новоазовській лікарні. |
| 31.07.2014 | старший солдат    | Басак Олександр Олександрович         | під час обстрілу диверсійно-розвідувальної групою в районі н.п. Василівка (Амвросіївський район) в Донецькій області з мінометів та гранатометів.                  |
| 31.07.2014 | сержант           | Паршутін Олег Володимирович           | під час обстрілу диверсійно-розвідувальної групою в районі н.п. Василівка (Амвросіївський район) в Донецькій області з мінометів та гранатометів.                  |
| 31.07.2014 | молодший сержант  | Черноморченко Ростислав Олександрович | під час обстрілу диверсійно-розвідувальної групою в районі н.п. Василівка (Амвросіївський район) в Донецькій області з мінометів та гранатометів.                  |
| 31.07.2014 | прапорщик         | Філіпповський Юрій Володимирович      | під час обстрілу диверсійно-розвідувальної групою в районі н.п. Василівка (Амвросіївський район) в Донецькій області з мінометів та гранатометів.                  |
| 08.08.2014 | молодший сержант  | Матвієнко Андрій Віталійович          | помер від поранень, отриманих напередодні під час підриву на фугасі.                                                                                               |
| 14.08.2014 | старший прапорщик | Дюмін Роман Вікторович                | в результаті зіткнення з групою озброєних осіб в районі мосту с. Успенка.                                                                                          |
| 23.08.2014 | старшина          | Ніколенко Микола Леонідович           | під час бойового зіткнення з російськими збройними формуваннями в районі селища Лисиче (Амвросіївський район Донецька область).                                    |
| 23.08.2014 | молодший сержант  | Васильченко Олексій Леонідович        | під час бойового зіткнення з російськими збройними формуваннями в районі селища Лисиче (Амвросіївський район Донецька область).                                    |
| 5.5.2024   | старший солдат    | Решетівський Тарас Йосифович          | |
| 25.6.2025  |                   | Подлевський Роман                     | 28.08.1975, м. Львів |

### 2024
- 16 вересня 2024 — Корнієнко Олексій. 30.12.1993, с. Мирогоща Друга Рівненської області [8]
- 16 вересня 2024 — Лесик Роман. 26 лютого 1975, м. Дрогобич [9]
- 17 листопада 2024 - Хомів Іван Михайлович, 31 рік. Солдат, інспектор прикордонної служби вищої категорії – начальник відділення повітряної розвідки та ударних безпілотних суден 2 відділу прикордонної служби 2 прикордонної комендатури швидкого реагування 1 прикордонного загону. Загинув в районі н.п. Мала Вовча Харківської області під час виконання бойового завдання на Харківщині[10].
- 16 липня 2024 р. - штаб-сержант Адам'як Василь Юрійович, фельдшер медичного пункту 4 прикордонної комендатури швидкого реагування. Загинув у селі Різникове Вовчанського району Харківської області внаслідок удару БПЛА противника, отримавши поранення, несумісні з життям. Нагороджений орденом "За мужність" ІІІ ступеня посмертно. Похований в селі Трушевичі Самбірського району Львівської області